# Rio Grande megye (Colorado)
Rio Grande megye az Amerikai Egyesült Államokban, azon belül Colorado államban található. Megyeszékhelye Del Norte, legnagyobb városa Monte Vista. Lakosainak száma 11 539 fő (2020. április 1.). Rio Grande megye Saguache, Alamosa, Conejos, Archuleta és Mineral megyékkel határos.

## Népesség
A megye népességének változása:
| Lakosok száma | 12 018 | 11 933 | 11 939 | 11 803 | 11 543 | 11 539 |
|               | 2010   | 2011   | 2012   | 2013   | 2015   | 2020   |